# Arthur Docters van Leeuwen
Arthur Winfried Hein Docters van Leeuwen (Den Haag, 8 mei 1945 – aldaar, 14 augustus 2020) was een Nederlandse jurist en topambtenaar, die onder meer hoofd van de BVD, voorzitter van het College van procureurs-generaal en voorzitter van de Autoriteit Financiële Markten was.

## Biografie
Docters van Leeuwen werd geboren te Den Haag en groeide op in Zeist, waarnaar de familie in 1946 was verhuisd. In 1963 deed hij eindexamen aan het gymnasium, daarna studeerde hij rechten in Utrecht waar hij lid werd van Unitas. In 1969 studeerde hij af in staats- en bestuursrecht. Docters van Leeuwen overleed in 2020 op 75-jarige leeftijd.

## Loopbaan
Docters van Leeuwen begon zijn loopbaan in 1969 als ambtenaar op de afdeling wetgeving, hoofdafdeling Pensioenen en Wachtgelden, directoraat-generaal Overheidspersoneelsbeleid bij het Ministerie van Binnenlandse Zaken. Daarna was hij van 1970 tot 1980  inspecteur der Rijksfinanciën bij het ministerie van Financiën.
In 1980 keerde hij terug op het Ministerie van Binnenlandse Zaken als plaatsvervangend directeur politie op het directoraat-generaal Openbare Orde en Veiligheid. In 1981 werd hij plaatsvervangend directeur-generaal voor Openbare Orde en Veiligheid.
Begin 1989 werd Docters van Leeuwen benoemd als hoofd van de Binnenlandse Veiligheidsdienst (BVD), de huidige AIVD. Hij werd in 1995 opgevolgd door viceadmiraal Nico Buis.
Op 1 januari 1995 werd hij procureur-generaal bij het Gerechtshof Den Haag en voorzitter van het College van procureurs-generaal. In 1998 raakte hij als procureur-generaal in conflict met toenmalig minister van Justitie Winnie Sorgdrager. Dit leidde tot zijn ontslag (Zie de Affaire van Sorgdrager en de procureurs-generaal). Over deze affaire werd in 2003 een docudrama gemaakt, gebaseerd op het boek Klem in de draaideur van Ad van Liempt en Ger van Westing.
Van september 1999 tot 1 juni 2007 was hij bestuursvoorzitter van de Autoriteit Financiële Markten (AFM) en haar rechtsvoorganger Stichting Toezicht Effectenverkeer (STE). Na zijn pensionering was Docters van Leeuwen onder andere voorzitter van Holland Financial Centre, research fellow aan de Nederlandse School voor Openbaar Bestuur en voorzitter van de adviesraad bij IRS, een bedrijf dat zich richt op integriteits- en veiligheidsvraagstukken.
In 2005 was hij aanwezig op de Bilderbergconferentie te Rottach-Egern, Duitsland.
In november 2008 werd hij benoemd als commissaris bij Aegon namens de overheid.
In oktober 2009 kreeg Docters van Leeuwen van de Nederlandse Orde van Advocaten de opdracht uit te zoeken hoe het toezicht op advocaten kon worden verbeterd. In zijn advies, dat in april 2010 verscheen, pleitte hij voor een sterkere positie van de deken.
In juli 2011 werd hij een van de drie Nederlandse bestuurders bij Oilinvest, nadat het bedrijf de banden met de vroegere Libische staatsaandeelhouders had verbroken en de aandelen waren overgegaan naar een stichting. Oilinvest is een van de grootste van oorsprong Libische bedrijven in Europa, dat vanuit Ridderkerk via dochters in verschillende Europese landen ruim 3.000 benzinestations van Tamoil en een aantal raffinaderijen exploiteert.

## Politiek
Docters van Leeuwen was gedurende 20 jaar lid van D66, tot 2002. Hij stapte over naar de VVD. Bij de VVD maakte hij deel uit van een commissie die het beginselprogramma van de partij vernieuwde. Het concept van het nieuwe Liberaal Manifest werd op 25 februari 2005 gepresenteerd. Hij trok zich terug als VVD-kandidaat voor de Tweede Kamerverkiezingen van 2006, omdat hij de 10e plaats op de lijst te laag vond. Daarnaast stak het hem dat Fred Teeven op de 5e plaats stond. "Daarmee geeft de VVD zichtbaar de voorkeur aan een lijn die de mijne niet is", aldus Docters van Leeuwen in een brief aan VVD-partijleider Mark Rutte.

## Schrijver
In de jaren zestig publiceerde hij onder het pseudoniem Hein Wybrand een aantal erotische verhalen in Maatstaf die in 1971 door uitgeverij Bert Bakker werden uitgegeven onder de titel Het reservaat.
Op 30 november 2011 kwam onder zijn eigen naam het sprookjesboek Late sprookjes uit bij uitgeverij Prometheus (ISBN 9789044619133).
Medio oktober 2013 verscheen bij uitgeverij Prometheus een dichtbundel van zijn hand getiteld Weggewaaid.
Daarnaast werkte hij aan een proefschrift over de institutionalisering van overheidsorganisaties. Zijn beoogd promotor was Uri Rosenthal.
In 2020 publiceerde uitgeverij Prometheus postuum zijn memoires onder de titel: Arthur Docters van Leeuwen: een spoor van vernieuwing.
- Gemeinsame Normdatei: 1046802119
- International Standard Name Identifier: 0000 0003 9669 9583
- Nederlandse Thesaurus van Auteursnamen: 072887974
- Parlement.com: vh4v1b4iyrrc
- Virtual International Authority File: 291690396